# Anno – Erschaffe eine neue Welt
Anno – Erschaffe eine neue Welt (englisch Anno: Create a New World, in Nordamerika Dawn of Discovery) ist ein Konsolenableger der Anno-Reihe, der von Keen Games in Zusammenarbeit mit Blue Byte für die beiden Nintendokonsolen Nintendo DS und Wii entwickelt wurde. Das Spiel wurde am 25. Juni 2009 veröffentlicht.
Das Spielprinzip von Erschaffe eine neue Welt orientiert sich an dem von Anno 1404. Ihr Umfang sowie ihre Komplexität wurden jedoch reduziert, etwa in den Bereichen Logistik und Kriegsführung. Die Steuerung wurde an die Konsolenumgebungen angepasst. Für die Wii-Version konzipierten die Entwickler zusätzlich einen Mehrspieler-Modus.
Die Lokalisierung erfolgte durch 4-Real Intermedia. Deutsche Synchronsprecher waren unter anderen Achim Barrenstein, Thomas Friebe, Peter Heusch und Stefan Müller-Ruppert.

## Rezeption
Die Online-Datenbank Metacritic, die Testberichte sammelt und auswertet, errechnete für die englischsprachige Wii-Fassung 81 und für die DS-Fassung 82 von 100 Punkten.
Tester bezeichneten die Konsolen-Umsetzung als gut gelungen. Josh Clark von IGN schrieb, dass diese zwar erkennbar für eine jüngere Zielgruppe ausgerichtet seien, diese erreichen sie aber auf überzeugende Weise. Die Spielmechaniken seien ausreichend vereinfacht, um ein schnelles Spiel zu erlauben, dennoch bleibe genug Spieltiefe. Als bemerkenswert beschrieb der Autor auch, wie flüssig die Steuerung gelungen sei. Marcel Kleffmann von 4Players beschrieb die Spielmechaniken beide Umsetzungen dagegen als zu simpel. Daher seien sie allenfalls für Einsteiger interessant. Thomas Nickel von Eurogamer schrieb, dass die Wii-Umsetzung ein gutes Beispiel dafür sei, wie man einen Windows-Titel auf diese Konsole portiert. Das Spiel überzeuge durch eine einfache, an die Möglichkeiten der Wii angepasste Steuerung. Das Spielkonzept sei in gelungener Weise auf die wesentlichen Elemente reduziert, sodass die aus dem Hauptspiel bekannten Kernmechaniken des Siedlungsaufbaus trotz der Einschränkungen durch die Hardware vorhanden bleiben.